# Giovanni di Valois
Giovanni di Valois il Magnifico (Vincennes, 30 novembre 1340 – Parigi, 15 giugno 1416) fu duca di Berry, duca d'Alvernia, conte di Poitiers e conte di Montpensier. Era il terzo figlio di Giovanni II di Francia e di Bona di Lussemburgo.

## Biografia
La storia lo ricorda come uomo di cultura e abile mecenate più che come politico. Fu un grande collezionista, che mise insieme una raccolta vastissima di vasi antichi, arazzi, monete, pietre preziose, gioielli, reliquiari, ritratti di monarchi francesi e cammei, che conosciamo grazie alla puntuale descrizione dell'inventario fatto redigere dal bibliotecario Robinet.
Possedeva anche una discreta quantità di medaglioni con uomini illustri dell'antichità, oggi conservati al Louvre: evidentemente egli non sapeva di essere di fronte a dei falsi, che tuttavia ci danno la possibilità di riflettere su come, già allora, la domanda dovesse essere talmente alta da non poter essere soddisfatta solo tramite gli originali.
Il duca si occupò anche di miniature e, come il più moderno dei mecenati, scoprì la famiglia dei Fratelli Limbourg, abili miniatori ai quali commissionò molte opere. La sua collezione andò dispersa durante una delle battaglie finali della guerra dei cent'anni.

## Discendenza
Giovanni sposò nel 1360 Giovanna d'Armagnac (morta nel 1388), figlia di Giovanni I d'Armagnac e di Béatrice di Clermont.
Da Giovanni e Giovanna d'Armagnac nacquero:
- Charles (1362-1382);
- Giovanni (1363-1401), conte di Montpensier (1386-1401);
- Bona di Berry (v. 1366-1435), che sposò:
  - 1377 Amedeo VII di Savoia;
  - 1394 Bernardo VII d'Armagnac.
- Maria (v. 1367-1434), duchessa d'Alvernia e contessa di Montpensier (1416-1434), che sposò: 
  - Louis de Châtillon (+ 1391), conte di Dunois;
  - Philippe d'Artois (1358-1397);
  - 1401 Giovanni I di Borbone.

Si risposò nel 1389 con Giovanna II d'Alvernia (1378-dopo il 1424), contessa d'Alvernia e di Boulogne, da cui Giovanni pare non abbia avuto figli.
Figlio illegittimo:
- Owuoald (c.1366)

## Ascendenza
|                           |                           |                           | Genitori               |  |  | Nonni |  |  | Bisnonni        |  |  | Trisnonni              |  |
|                           |                           |                           |                        |  |  |       |  |  | Carlo di Valois |  |  | Filippo III di Francia |  |
|                           |                           |                           |                        |  |  |       |  |  | Carlo di Valois |  |  | Filippo III di Francia |  |
|                           |                           | Isabella d'Aragona        |                        |  |  |       |  |  | Carlo di Valois |  |  |                        |  |
| Filippo VI di Francia     |                           |                           |                        |  |  |       |  |  | Carlo di Valois |  |  |                        |  |
|                           |                           | Margherita d'Angiò        | Carlo II d'Angiò       |  |  |       |  |  |                 |  |  |                        |  |
|                           |                           | Margherita d'Angiò        | Carlo II d'Angiò       |  |  |       |  |  |                 |  |  |                        |  |
|                           |                           | Margherita d'Angiò        | Maria d'Ungheria       |  |  |       |  |  |                 |  |  |                        |  |
| Giovanni II di Francia    |                           | Margherita d'Angiò        |                        |  |  |       |  |  |                 |  |  |                        |  |
|                           |                           | Roberto II di Borgogna    | Ugo IV di Borgogna     |  |  |       |  |  |                 |  |  |                        |  |
|                           |                           | Roberto II di Borgogna    | Ugo IV di Borgogna     |  |  |       |  |  |                 |  |  |                        |  |
|                           |                           | Roberto II di Borgogna    | Yolanda di Dreux       |  |  |       |  |  |                 |  |  |                        |  |
| Giovanna di Borgogna      |                           | Roberto II di Borgogna    |                        |  |  |       |  |  |                 |  |  |                        |  |
|                           |                           | Agnese di Francia         | Luigi IX di Francia    |  |  |       |  |  |                 |  |  |                        |  |
|                           |                           | Agnese di Francia         | Luigi IX di Francia    |  |  |       |  |  |                 |  |  |                        |  |
|                           |                           | Agnese di Francia         | Margherita di Provenza |  |  |       |  |  |                 |  |  |                        |  |
| Giovanni di Valois        |                           | Agnese di Francia         |                        |  |  |       |  |  |                 |  |  |                        |  |
|                           | Enrico VII di Lussemburgo | Enrico VI di Lussemburgo  |                        |  |  |       |  |  |                 |  |  |                        |  |
|                           | Enrico VII di Lussemburgo | Enrico VI di Lussemburgo  |                        |  |  |       |  |  |                 |  |  |                        |  |
|                           | Enrico VII di Lussemburgo | Beatrice d'Avesnes        |                        |  |  |       |  |  |                 |  |  |                        |  |
| Giovanni I di Lussemburgo | Enrico VII di Lussemburgo |                           |                        |  |  |       |  |  |                 |  |  |                        |  |
|                           |                           | Margherita di Lussemburgo | Giovanni I di Brabante |  |  |       |  |  |                 |  |  |                        |  |
|                           |                           | Margherita di Lussemburgo | Giovanni I di Brabante |  |  |       |  |  |                 |  |  |                        |  |
|                           |                           | Margherita di Lussemburgo | Margherita di Fiandra  |  |  |       |  |  |                 |  |  |                        |  |
| Bona di Lussemburgo       |                           | Margherita di Lussemburgo |                        |  |  |       |  |  |                 |  |  |                        |  |
|                           |                           | Venceslao II di Boemia    | Ottocaro II di Boemia  |  |  |       |  |  |                 |  |  |                        |  |
|                           |                           | Venceslao II di Boemia    | Ottocaro II di Boemia  |  |  |       |  |  |                 |  |  |                        |  |
|                           |                           | Venceslao II di Boemia    | Cunegonda di Kiev      |  |  |       |  |  |                 |  |  |                        |  |
| Elisabetta di Boemia      |                           | Venceslao II di Boemia    |                        |  |  |       |  |  |                 |  |  |                        |  |
|                           |                           | Giuditta di Asburgo       | Rodolfo I d'Asburgo    |  |  |       |  |  |                 |  |  |                        |  |
|                           |                           | Giuditta di Asburgo       | Rodolfo I d'Asburgo    |  |  |       |  |  |                 |  |  |                        |  |
|                           |                           | Giuditta di Asburgo       | Gertrude di Hohenberg  |  |  |       |  |  |                 |  |  |                        |  |
|                           |                           | Giuditta di Asburgo       |                        |  |  |       |  |  |                 |  |  |                        |  |